# Nikolina Szterewa
Nikolina Szterewa (bułg. Николина Павлова Щерева; ur. 25 stycznia 1955 w Sofii) – bułgarska lekkoatletka, specjalizująca się w biegach średniodystansowych i długich, dwukrotna uczestniczka igrzysk olimpijskich w latach 1976 i 1980, srebrna medalistka olimpijska z 1976 r. z Montrealu, w biegu na 800 metrów.

## Finały olimpijskie
- 1976 – Montreal, bieg na 800 m – srebrny medal
- 1976 – Montreal, bieg na 1500 m – IV miejsce
- 1980 – Moskwa, bieg na 800 m – VII miejsce

## Inne osiągnięcia
- mistrzyni Bułgarii na 400 m – 1974
- mistrzyni Bułgarii na 800 m – 1974, 1976, 1979, 1981, 1982, 1985, 1986, 1988, 1989
- mistrzyni Bułgarii na 1500 m – 1980, 1985, 1986,
- mistrzyni Bułgarii na 10000 m – 1986[1]
- mistrzyni Bułgarii na 800 m (hala) – 1974, 1976, 1979, 1980, 1987
- mistrzyni Bułgarii na 1500 (hala) m – 1976, 1987
- mistrzyni Bułgarii na 3000 (hala) m – 1986[2]
- 1976 – Monachium, halowe mistrzostwa Europy – złoty medal w biegu na 800 m
- 1979 – Wiedeń, halowe mistrzostwa Europy – złoty medal w biegu na 800 m
- 1981 – Grenoble, halowe mistrzostwa Europy – brązowy medal w biegu na 800 m

## Rekordy życiowe
- bieg na 800 metrów – 1:55,42 (1976)
- bieg na 1000 metrów – 2:33,8 (1976)
- bieg na 1500 metrów – 4:02,33 (1976)
- bieg na milę – 4:30,26 (1988)
- bieg na 3000 metrów – 9:00,38 (1978)
- bieg na 5000 m – 15:37,49 (1985)